# フロントランナーズ
International Front Runners (Frontrunners, フロントランナーズ) は、世界各地のLGBTの人々を対象としたランニングおよびウォーキングクラブの統括組織の名称。世界各地に100以上のクラブが存在しており、その半数はアメリカ合衆国にある。

## 活動
最も古いクラブで30年以上の活動履歴があり、多くのクラブでは週1〜数回のランニングを企画している。
規模の大きなクラブでは、持ち寄り食事会や年次食事会などの交流会の企画や、リレー走やLGBTスポーツイベント（ゲイゲームズ、ワールドアウトゲームズ、ユーロゲームズなど）への団体参加を行っている。

## 名称
FrontRunners、Front Runners、Frontrunnersなど、クラブにより差異がある。

## 歴史
最初のフロントランナーズクラブは1974年1月にサンフランシスコで設立された。ゲイ・レズビアンを対象としたジョギングのきっかけづくりを目的とし、初期のクラブ名は「Lavender U」を名乗っていた。ランニングだけに限らず著述やダンスなどの活動も取り入れていた。設立者の Jack Baker と Gardner Pond は Lavender U がモデルとした San Francisco's DSE Running Club の会員でもあった。グループは毎週日曜日の朝に、毎回異なる集合場所でランニングを行っていた。
1978年に Lavender U の活動は収束し、当時のリーダーであった Bud Budlong は「FrontRunners」への改称と再活動を始めた。この名称は パトリシア・ネル・ウォーレン の小説『フロント・ランナー』（1974年,日本では1990年刊行）から採られた。数年後に週例のプログラムを土曜日朝のゴールデン・ゲート・パーク内のストー湖に変更した。
1980年代前半には New York Road Runners club がフロントランナーズを手本にゲイ向けのランニングクラブを組織し、 Frontrunners New York と呼称する。その後 Los Angeles Frontrunners が組織された。1982年にサンフランシスコでゲイゲームズが開催され、多くのフロントランナーズクラブが全米や世界各地に設立されるきっかけとなった。ロサンゼルスのフロントランナーズクラブは、年次夕食会の開催やイベントクリストファー・ストリート・ウェスト・パレードに参加している。
1999年には International Frontrunners が組織され、国際フォーラムを開催している。

## 著名人との関わり
- 俳優のジョージ・タケイはフロントランナーズに参加していた1980年代に配偶者の Brad Altman と出会っている[1]。

## 日本とフロントランナーズ
日本でも1977年3月、「フロントランナーズ」が結成され、6人前後のメンバーで数年間活動した。しかし「オトコノコのためのボーイフレンド」（1986年、少年社）では同団体は「ゲイリベレーション」の章で触れられており、「ミーティングなどを通じ意識改革を行うことが主な活動内容」と紹介されている。米国発祥のこのランニングクラブがフロントランナーズと名乗ったのは1978年であり、それまでは「Lavender U」と言った。日本の「フロントランナーズ」は1977年結成であり、それより早い。名称が一緒なだけで全く別団体なのか、何らかの関係があるかなどについては不明。因みにパトリシア・ネル・ウォーレンの小説「フロント・ランナー」が米国で出たのは1974年だが、邦訳は1990年の刊行であり、この小説名との関係についても不明。